# Okres hesperyjski

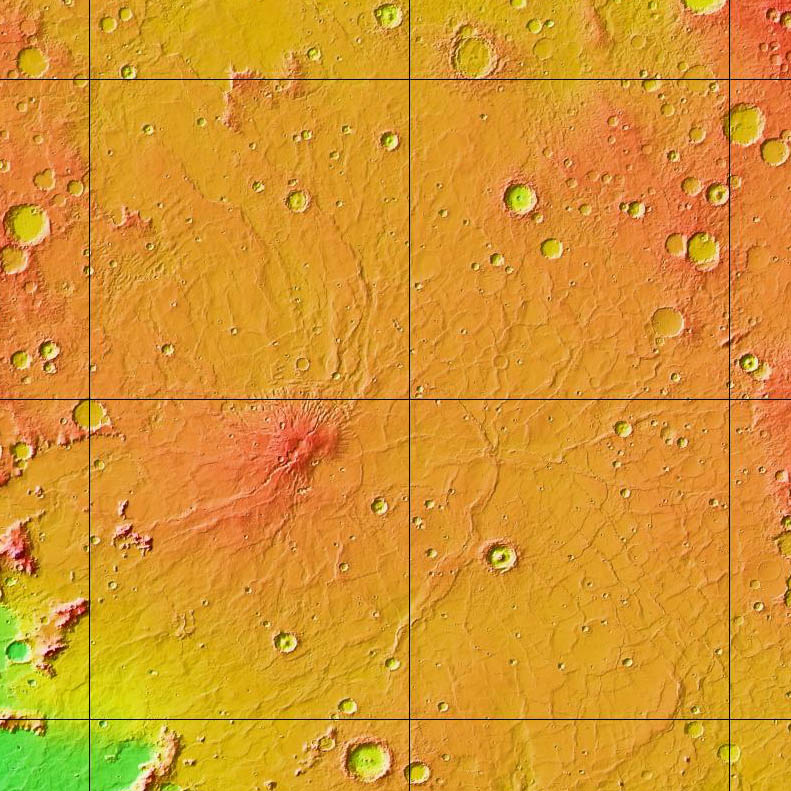
Hesperia Planum, obszar powstały w okresie hesperyjskim. Ilustracja przedstawia topografię terenu, została wykonana przez sondę Mars Global Surveyor.

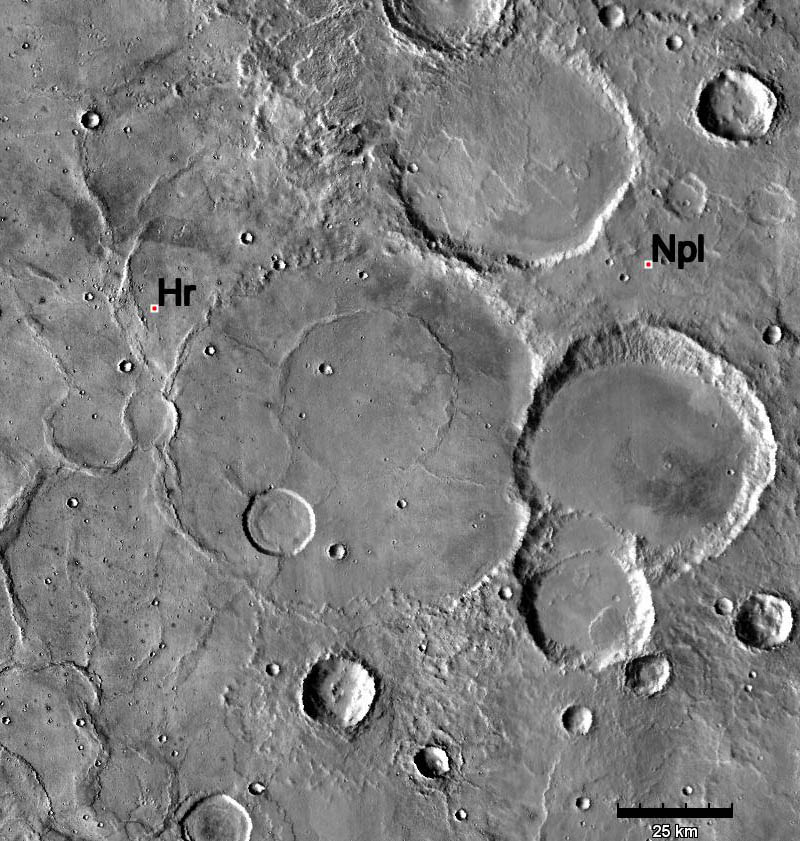
Kontakt pomiędzy hesperyjskimi równinami (lewo) i terenem noachijskim, zrytym kraterami (po prawej)

Okres hesperyjski – średni okres w historii geologicznej Marsa. Rozpoczął się ok. 3,7 miliarda lat temu, kiedy zakończyło się Wielkie Bombardowanie i wcześniejszy okres noachijski. Jego długość trwania jest niepewna, jako że absolutne datowanie formacji geologicznych na Marsie jest bardzo trudne - zakończył się prawdopodobnie 3 miliardy lat temu, ale być może trwał aż do 2 miliardów lat temu.
W historii geologicznej Ziemi okres ten odpowiada paleoarchaikowi i mezoarchaikowi, a być może obejmuje też neoarchaik i nawet część paleoproterozoiku.

## Charakterystyka
Okres hesperyjski charakteryzował się niskim tempem erozji, ale wulkanizm nadal był silny. Nie powstawały już w nim liczne doliny rzeczne, widoczne na obszarach pochodzących z okresu noachijskiego, ale miały miejsce potężne powodzie związane z uwolnieniem mas wody podziemnej. Tworzyły się wielkie kanały wypływowe, a na północnych równinach Vastitas Borealis mógł się utworzyć ocean (niewykluczone, że ponownie). Aktywność wulkaniczna doprowadziła do odmłodzenia 30% powierzchni planety, na obrzeżu wyżyny Tharsis zaczął się formować Olympus Mons, największa góra w Układzie Słonecznym.
Ciepły i wilgotny okres na Marsie skończył się przed nastaniem epoki hesperyjskiej. Planeta utraciła większość atmosfery i stała się zimna, jednak woda wciąż bywała obecna na powierzchni także w stanie ciekłym. Szczegółowa analiza zdjęć wykonanych przez sondę Mars Reconnaissance Orbiter wskazuje, że również na początku okresu hesperyjskiego na powierzchni Marsa lokalnie występowały jeziora. Mogły pojawiać się zarówno w wyniku zwiększonej aktywności geologicznej, jak i uderzeń meteorytów, planetoid lub komet, czy też w wyniku zmian orbity planety, co mogło prowadzić do czasowego podgrzania atmosfery.
Nazwa okresu hesperyjskiego pochodzi od równiny Hesperia Planum, która jest obszarem typowym dla tego okresu.